# 鹿児島県立鴨池陸上競技場
鹿児島県立鴨池陸上競技場（かごしまけんりつかもいけりくじょうきょうぎじょう）は、鹿児島県鹿児島市の鴨池公園内にあるスタジアム。球技場としても使用される。2018年4月1日から薩摩酒造（本社：鹿児島県枕崎市）が命名権を取得し「白波スタジアム」（しらなみスタジアム、略称「白波スタ」）の呼称を用いている（詳細は後述）。
鹿児島県教育庁所管の「鹿児島県総合体育センター」施設の一つ。施設は鹿児島県が所有し、セイカ・ユナイテッドグループが指定管理者として運営管理を行っている。

## 歴史
1972年に開催された第27回国民体育大会（太陽国体）の会場として使用することを念頭に1970年12月に完成した陸上競技場である。
1994年にナイター照明設備、翌1995年にバックスタンドを新設した。また2023年に開催された特別国体に向けて、2014年8月1日から断続的に改修工事が行われた。

## 施設概要
- 日本陸上競技連盟第1種公認、ワールドアスレティックスCLASS 2認証取得[4]
- 収容人員：19,934人（メインスタンド7,592人、バックスタンド5,342人、芝スタンド7,000人）[5]
- 大型映像スクリーン（フルカラー）
- 建物面積：15,793m2[5]
- トラック：400m×8レーン[5]
- フィールド：夏芝 (ティフトン419)、冬芝 (ペレニアルライグラス)[5]

## 開催された主なイベント・大会

### 陸上競技
- 九州中学校陸上競技大会
- 南九州高校総体陸上競技大会
- KKB小学生陸上フェスタ

### サッカー
- 鹿児島ユナイテッドFC - 公式戦
- 日本プロサッカーリーグ（Jリーグ）公式戦
  - ジュビロ磐田、京都サンガF.C.（1997年-2000年、2002年-2013年）、ロアッソ熊本、大分トリニータ（2008年・2010年）、横浜フリューゲルス（1993年-1998年）などが開催。
- ジュビロ磐田 - 春季キャンプ　1997年～
- 松本山雅FC - 春季キャンプ　2013年～
- ジュ ブリーレ鹿児島 - 公式戦
- 九州サッカーリーグ - 公式戦
- 国際女子サッカークラブ選手権 - 2013年
- JFA 全日本U-12サッカー選手権大会決勝大会 - 2015年～

### ラグビー
- ジャパンラグビートップリーグ公式戦
- ラグビーワールドカップ2019における南アフリカ代表の事前合宿地

### その他
- 第27回国民体育大会・第8回全国身体障害者スポーツ大会（1972年）
- 特別国民体育大会・特別全国障害者スポーツ大会（2023年）

## 施設命名権
2017年8月に、鹿児島県が鹿児島県立鴨池野球場・かごしま県民交流センターと共に施設命名権を公募。2018年1月、鹿児島県枕崎市に本社を置く酒造メーカー・薩摩酒造が命名権を取得し、呼称が同社の製造する芋焼酎「さつま白波」に因み「白波スタジアム」となることが発表された。契約期間については、当初は2018年4月1日から2021年3月31年までの3年間（契約額は年間864万円（税込）と報道）とされたが、2021年以降も3年ごとに契約が更新されており、現在は2027年3月31日までの契約となっている。ネーミングライツ料は2024年の契約更新時点で年額880万円（税込）である。Jリーグにおいては略称を「白波スタ」としている。

## 交通
- JR鹿児島中央駅より市営バス16番線「鴨池港」行き[10] または27番線「与次郎一丁目」行き[1] で「KKB前」下車。
- 鹿児島市役所前より市営バス16番線「鴨池港」行で「KKB前」下車[1]
- JR鹿児島駅・天文館より鹿児島市電 1系統で騎射場停留場下車、徒歩17分[10]

## ギャラリー

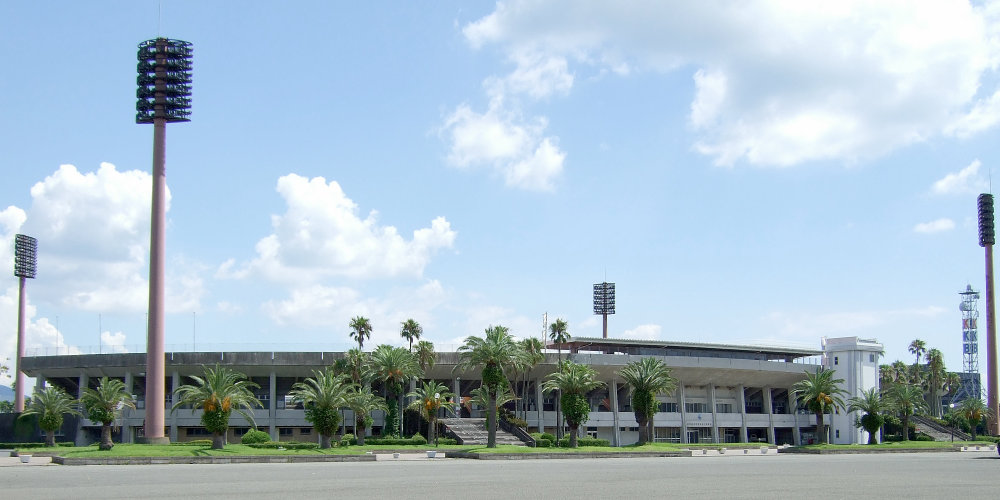
外観
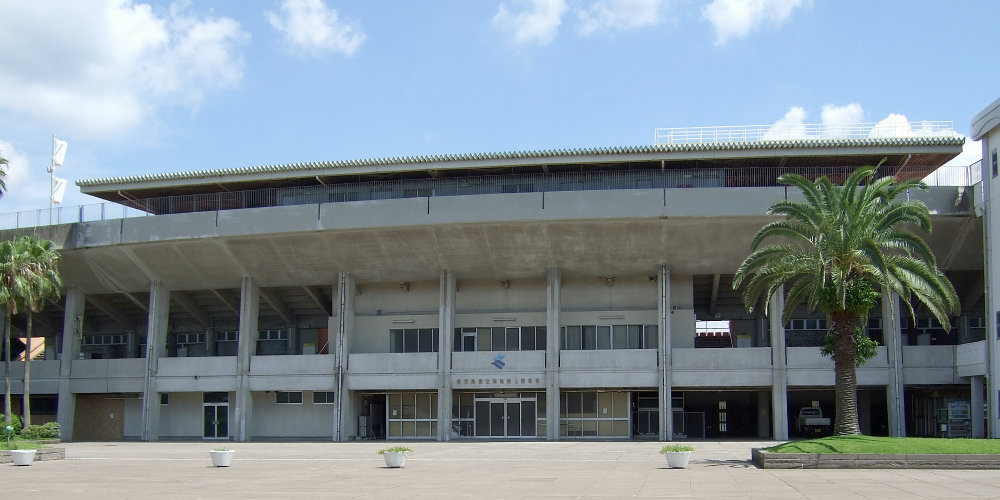
西入口
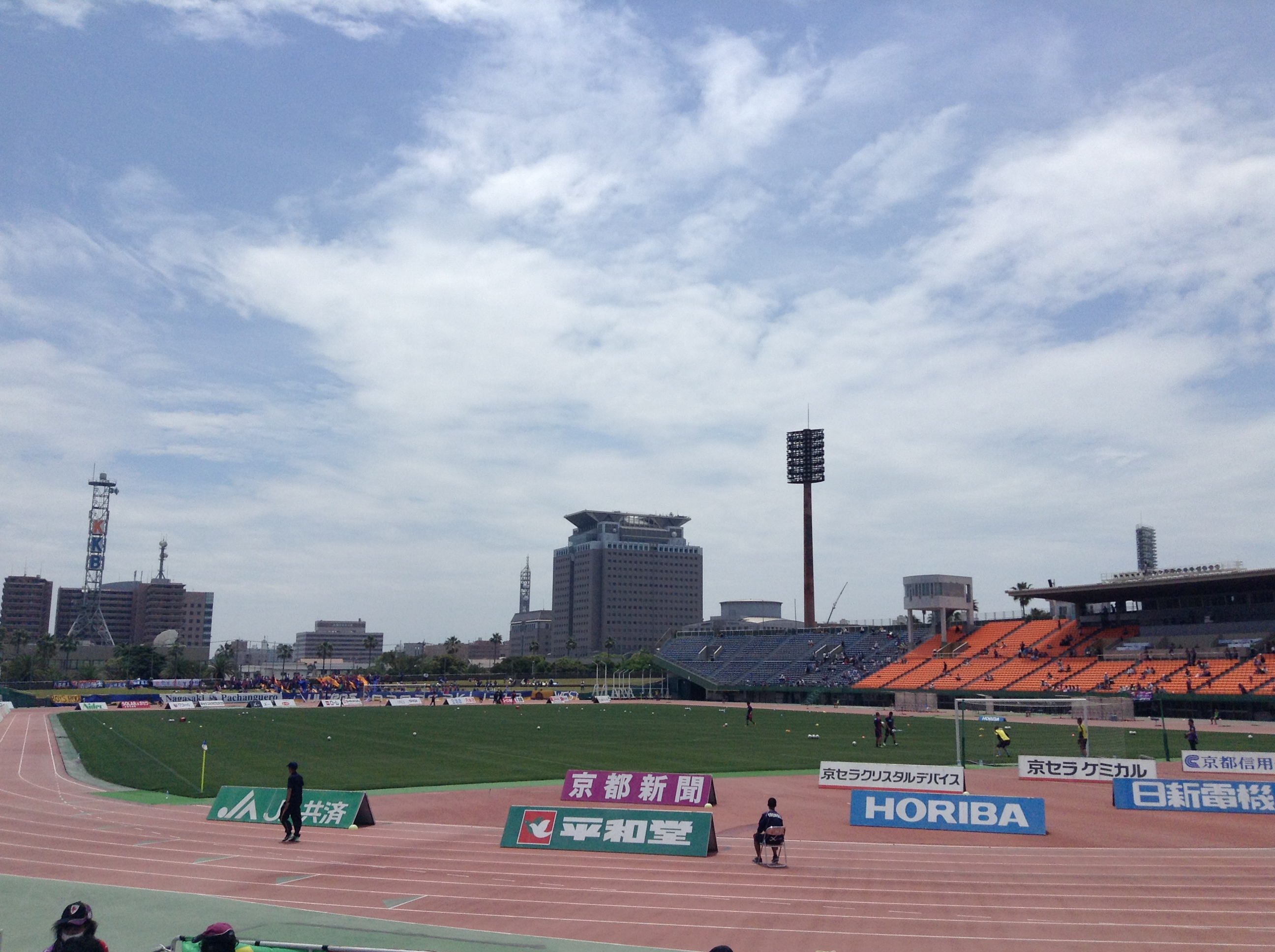
サッカー公式戦開催時の鹿児島県立鴨池陸上競技場（2014年5月）

## 公園内その他のスポーツ施設
- 鹿児島県立鴨池野球場
- 鹿児島県立鴨池補助競技場
- 鴨池公園多目的屋内運動場